# مجله منابع انسانی برای تندرستی
منابع انسانی برای تندرستی (به انگلیسی: Human Resources for Health) یک مجلهٔ نقد همترازی دسترسی آزاد در زمینه مراقبت‌های درمانی و بهداشت عمومی است که مقاله‌ها و مطالعات موارد تولیدی، مدیریتی و برنامه‌ریزی منابع انسانی برای تندرستی (human resources for health) و پیوندهای آن‌ها با خدمات بهداشت و درمان مخصوصاً آنچه در رابطه با سلامتی جامعه است را شامل می‌شود.
این مجله به وسیلهٔ بیومد سنترال (BioMed Central) با همکاری سازمان بهداشت جهانی از آوریل ۲۰۰۳ منتشر و در پایگاه‌های داده زیر اندکس می‌شود:
- پاب‌مد (PubMed)
- سی‌آی‌ان‌ای‌اچ‌ال (CINAHL)
- مِدسکِیپ (Medscape)
- اسکوپوس (Scopus)
- وب دانش (Web of Science)